# Exploring the Axis
Exploring The Axis es el álbum debut de la banda Thin White Rope. Fue lanzado en 1985 por Frontier Records.

## Lista de canciones
Todas las canciones fueron escritas por Guy Kyser excepto donde se marca.
Todas las canciones escritas y compuestas por Guy Kyser except where noted. 
| N.º | Título                              | Duración |  |
| 1.  | «Down in the Desert» (Becker/Kyser) | 3:26     |  |
| 2.  | «Disney Girl»                       | 4:49     |  |
| 3.  | «Soundtrack»                        | 4:49     |  |
| 4.  | «Lithium»                           | 3:05     |  |
| 5.  | «Dead Grammas on a Train»           | 2:53     |  |
| 6.  | «The Three Song»                    | 3:33     |  |
| 7.  | «Eleven»                            | 2:24     |  |
| 8.  | «Atomic Imagery» (Kyser/Tesluk)     | 3:47     |  |
| 9.  | «The Real West» (Kyser/Kunkel)      | 3:49     |  |
| 10. | «Exploring the Axis»                | 5:26     |  |
| 11. | «Macy's Window»                     | 3:45     |  |
| 12. | «Rocket USA -live-» (Vega)          | 5:53     |  |
| 13. | «Roger's Tongue» (Kunkel)           | 2:41     |  |

## Personal
- Guy Kyser – guitarra, voz
- Roger Kunkel – guitarra, voz
- Stephen Tesluk  – bajo, guitarra, voz
- Jozef Becker – batería
- Jeff Eyrich – productor
- Dennis Dragon – ingeniero
- Ross Garfield – técnico de batería